# بلشون أرجواني

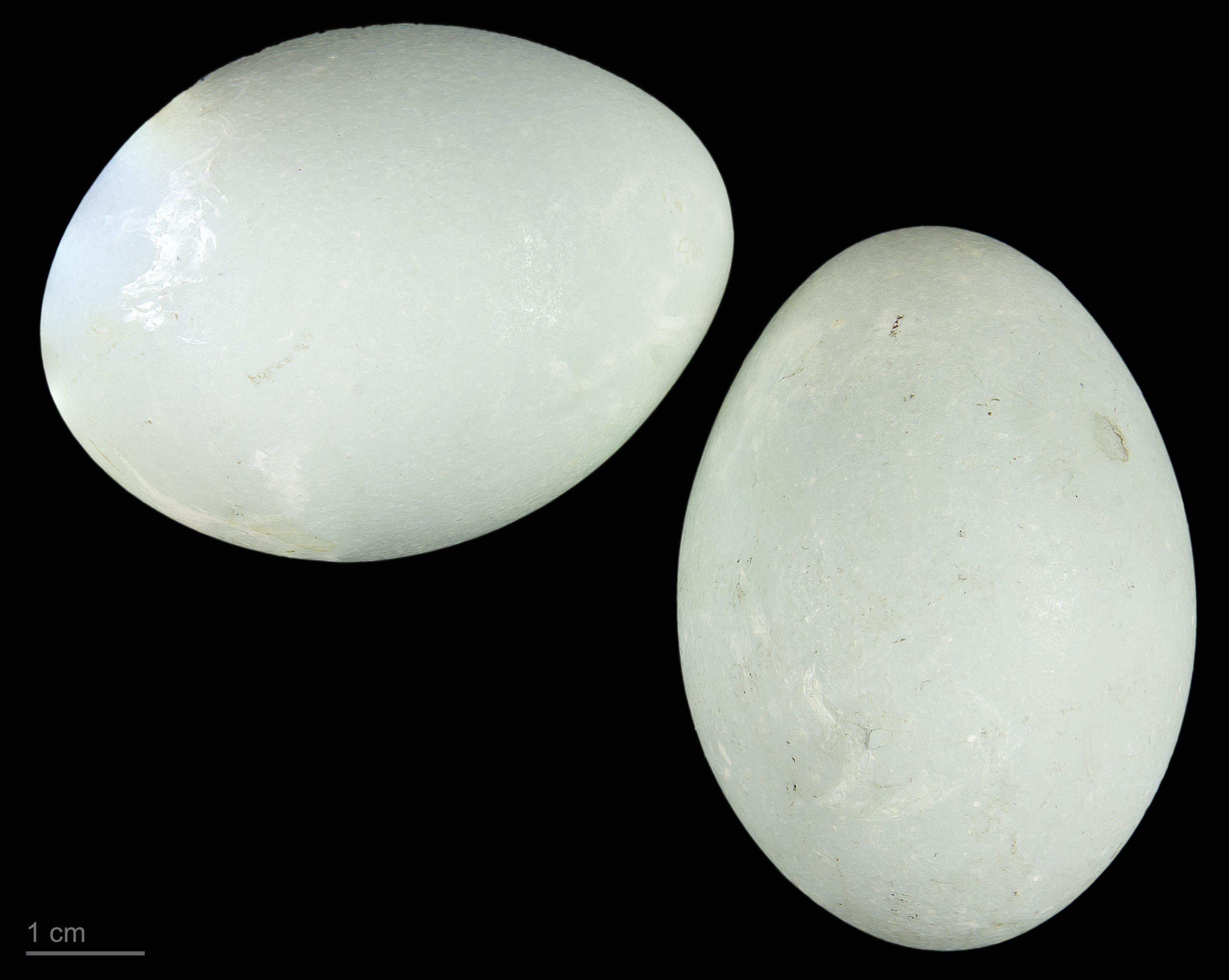
Ardea purpurea

بلشون أرجواني (الاسم العلمي: Ardea  purpurea) (بالإنجليزية: Purple  Heron)‏ هو طائر ينتمي إلى بلشونيات (فصيلة: Ardeidae).

## روابط خارجية
- Ageing and sexing (PDF) by Javier Blasco-Zumeta & Gerd-Michael Heinze نسخة محفوظة 14 مارس 2016 على موقع واي باك مشين.
- Purple Heron - The Atlas of Southern African Birds  [لغات أخرى]‏
- BirdLife species factsheet for Ardea purpurea
- "Ardea purpurea". أفيباس [الإنجليزية]‏.{{استشهاد ويب}}:  صيانة الاستشهاد: علامات ترقيم زائدة (link)
- "وسائط عن بلشون أرجواني". إنترنت بيرد كوليكشن.
- معرض الصور عن بلشون أرجواني على فيريو (جامعة دركسل)

- خريطة تفاعلية لنطاق انتشار Ardea purpurea على IUCN Red List maps
- تسجيلات صوتية لPurple heron على Xeno-canto.